# East Coast Heat F.C.
Câu lạc bộ bóng đá trong nhà East Coast Heat là câu lạc bộ bóng đá trong nhà Úc có trụ sợ ở Sydney, NSW. Họ hiện đang chơi F-League đó là cấp cao nhất của bóng đá trong nhà nước Úc. Câu lạc bộ được thành lập bởi by Jamie Amendolia và tuyển thủ đội tuyển bóng đá trong nhà Úc Peter Spathis vào năm 2012.

## Cầu thủ chú ý
- Aaron Cimitle (Futsalroos tiêu biểu)
- Roberto Maiorana (Futsalroos tiêu biểu)
- Peter Spathis (Futsalroos tiêu biểu)
- Chris Zeballos (Futsalroos tiêu biểu)